# متلألئة حرجية

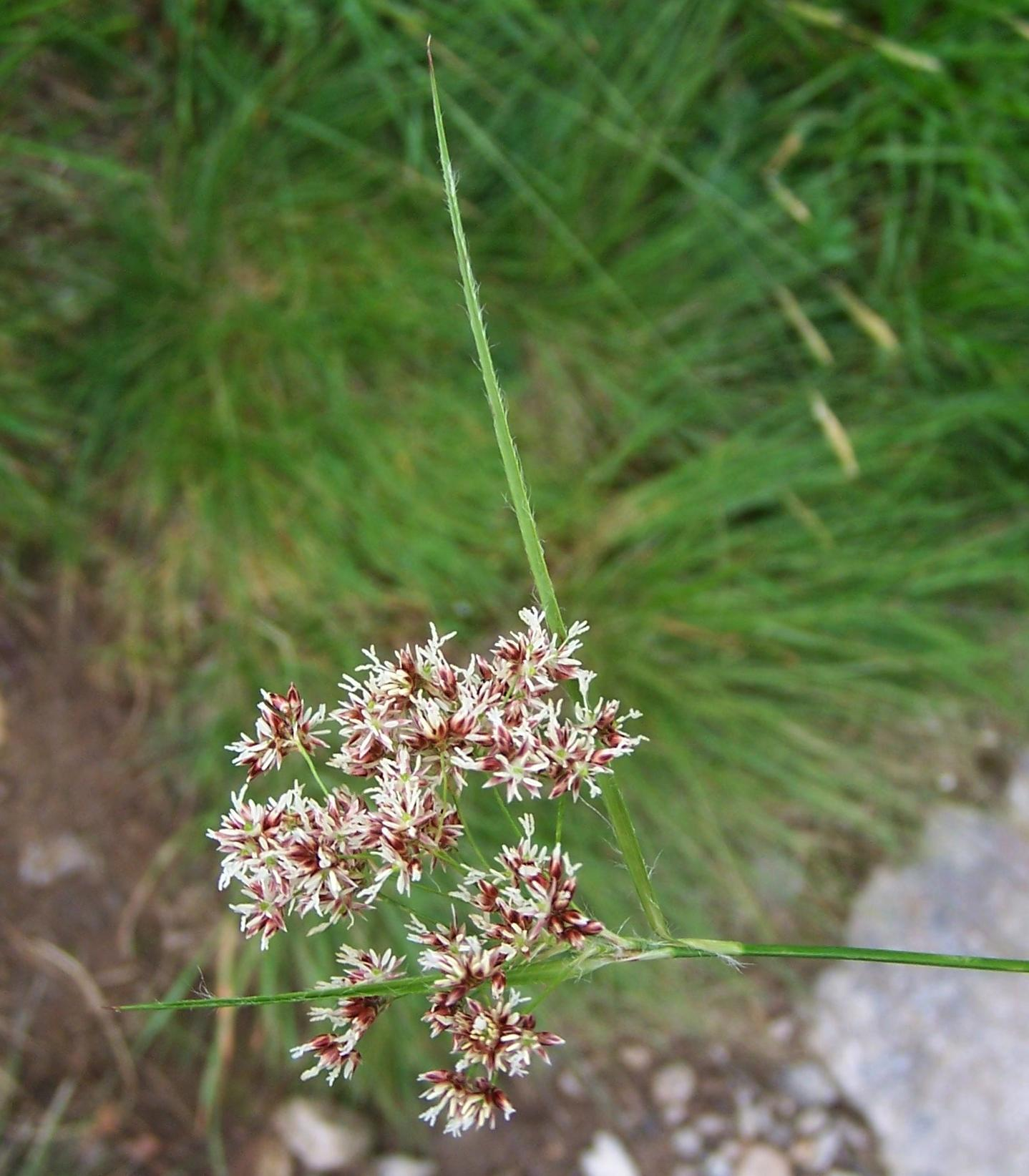

متلألئة حرجية (الاسم العلمي:Luzula sylvatica) هي نوع من النباتات تتبع جنس المتلألئة من الفصيلة الأسلية. تم وصف هذا النوع من النبات علمياً لأول مرة من قبل جان فرانسوا غودين ووليام هدسون سنة 1811.